# Bart Naert
Bart Naert (25 december 1975 - 10 september 2006) was een Belgische solo-bergbeklimmer. 
Van juli 1991 tot aan zijn overlijden, beklom hij meermaals de Mont Blanc, Matterhorn, Eiger, Jungfrau, Weisshorn, Dom en andere bergtoppen. In de Alpen beklom hij bijna alle toppen van 4000 meter of hoger. Naast bergbeklimmen deed hij ook aan skydiven, fotograferen en verslagen maken van zijn beklimmingen, waardoor hij bekendheid verwierf in de wereld van het alpinisme.
Op 10 september 2006 is Naert tijdens een beklimming van de N-graat van de Piz Badile in Graubünden om het leven gekomen. Op ongeveer 200 meter van de top verwijderd, maakte hij om onbekende redenen een val van 600 meter en kwam in een gletsjerkloof terecht.